# Sölvesborg–Olofström–Älmhults Järnväg
Sölvesborg–Olofström–Älmhults Järnväg är en järnvägslinje i Småland, Skåne och Blekinge och namnet på det tidigare järnvägsbolaget SOEJ (Sölvesborg–Olofström–Elmhult järnväg) som byggde banan.

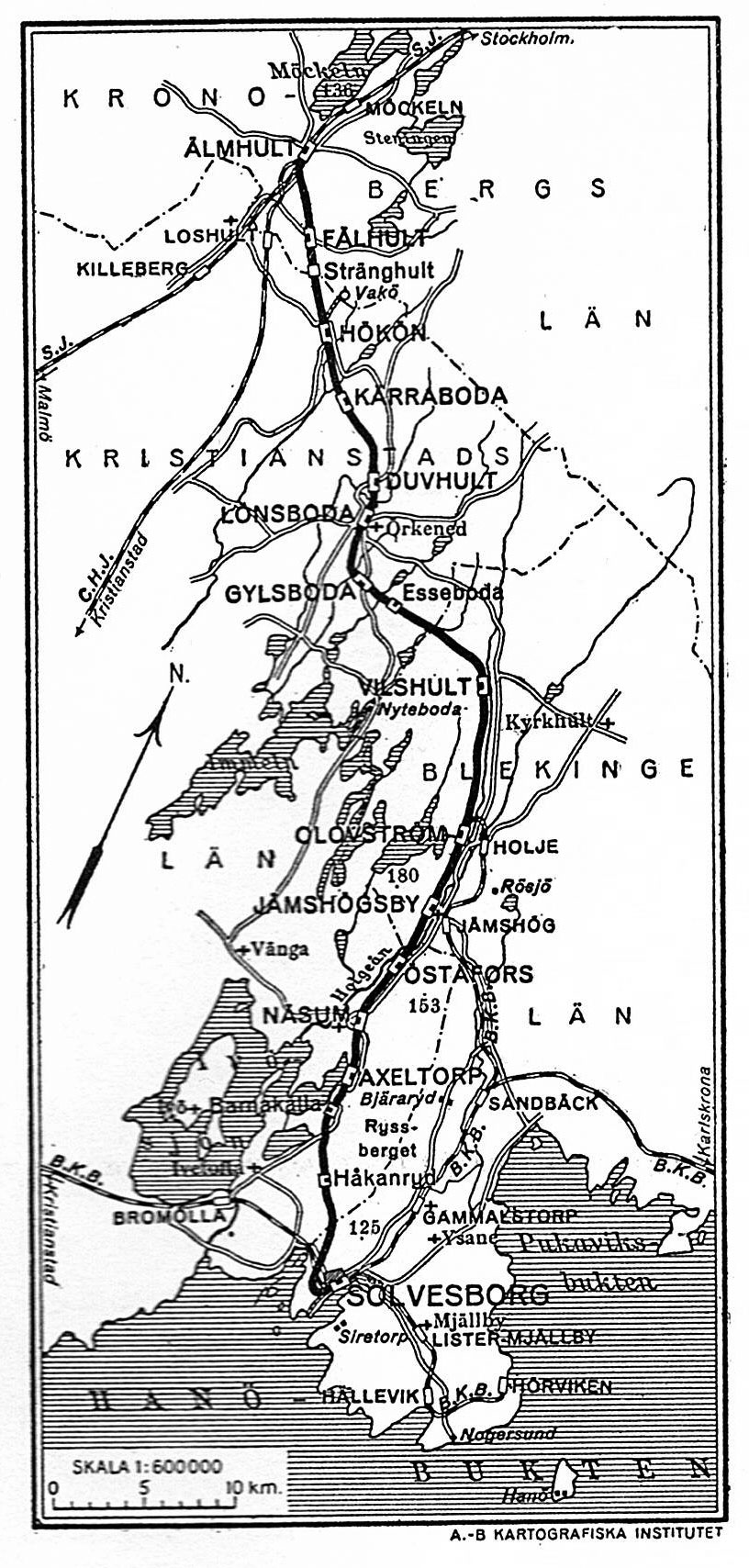
SOEJ. Karta 1926.

## Historia
Tankar på en bana från Sölvesborg till stambanan fanns redan från 1880-talet. Bygget startade 1898 och banan öppnades för trafik 1901. Banan gick genom tre landskap, Blekinge, Skåne och Småland, och vid Barnakälla låg Skånes första och längsta naturliga järnvägstunnel.
1903 gick SOEJ i konkurs och järnvägen såldes på exekutiv auktion till ett nytt järnvägsbolag, kallat SOEJ Nya AB. År 1944 förstatligades järnvägen och kom att drivas av Statens Järnvägar. Godstrafiken las ned 1974, men rälsbussar fortsatte att trafikera järnvägen fram till 1984. Därefter låg banan nedlagd mellan Sölvesborg och Olofström. Delen söder om Olofström revs upp 1988. Idag är delar av den gamla banvallen cykelväg (Banvallsleden).

## Nuläge
Mellan Olofström och Älmhult via Lönsboda finns järnvägen kvar i trafik, dock endast med godstrafik. Trafiken består av transporter till och från Volvos fabrik i Olofström. Banan är inte elektrifierad. Sträckan Sölvesborg–Olofström är nedlagd och uppriven.
2024 fattade regeringen beslut om att Trafikverket ska planera för byggstart av Sydostlänken, under åren 2027–2029. Det innebär elektrifiering av sträckan Älmhult–Olofström och en nybyggnad av en fortsättning till Karlshamn, inklusive till Karlshamns hamn. Den nya delen av järnvägen kommer då delvis följa den gamla sträckningen av den nedlagda och upprivna Västra Blekinge Järnväg, men istället nå Blekinge kustbana precis norr om väg 15 nära Pukavik.